# Gramàtica castellana
La gramàtica castellana és el conjunt de regles que regeix l'idioma castellà quant a la formació de mots i frases adequats a la normativa de la llengua. Els seus patrons bàsics corresponen als de totes les llengües romàniques, derivats del llatí.

## Morfologia

### Substantius i adjectius
Els noms i els adjectius són en la seva majoria provinents del llatí. Consten d'un lexema i presenten morfemes de gènere i nombre, concretament dos gèneres (masculí i femení) i dos nombres (singular i plural). Alguns s'anomenen invariables quan coincideixen en la forma masculina i femenina (alegre).
La formació del femení es pot fer afegint un morfema flexiu
- -a: gato, gata
- -iz: actor, actriz
- -esa: abad, abadesa

En alguns casos la paraula canvia totalment i no es forma per derivació, com en hombre i mujer. Hi ha excepcions, ja que determinats mots acabats en -a són excepcions (usualment són cultismes), com poema, mentre que hi ha paraules acabades en -o que són femenines (mano).
Pel que fa al plural, s'afegeix -s (casa, casas) menys quan la paraula singular acaba en consonant, on llavors s'usa l'al·lomorf -es (cartel, carteles). Igualment es pot emprar aquesta variant quan el mot acaba en i o u tònica (maravedí, maravedíes), tot i que hi ha vacil·lacions en la norma (esquí, esquís). Existeixen paraules invariables, que s'usen igual en singular que en plural, com las gafas, però són escassos.
Hi ha adjectius que tenen una forma apocopada davant el nom, així es diu buen chico però chico bueno. Es prefereix l'adjectivació posterior, però per motius estilístics o per canviar el sentit es pot posar l'adjectiu davant del substantiu (no és el mateix un gran hombre que un hombre grande).

### Verbs
La conjugació del verb en espanyol és força complexa, ja que els accidents o morfemes verbals presenten variació en persona (primera, segona, tercera), nombre (singular i plural), temps, mode (indicatiu, subjuntiu, imperatiu), aspecte i veu (activa i passiva, la segona formada amb el verb ser). Existeixen tres conjugacions o paradigmes, marcats per la desinència de l'infinitiu (-ar, -er, -ir) tot i que en cadascuna d'elles es troben submodels d'irregularitats i verbs absolutament irregulars (ir). El temps compost es crea amb l'auxiliar haber.
És molt freqüent l'ús de la perífrasi verbal, on el verb auxiliar es conjuga i el verb principal, en forma no personal, aporta el significat més important, com a debo irme. Fins i tot pot aparèixer un nexe entre el verb auxiliar i el principal (tengo que irme).

### Determinants i pronoms
Els determinants es col·loquen davant del nom (mi casa) i en general s'admet només un determinant, excepte en el cas de todo (todos los chicos). Si el substantiu al qual acompanyen s'elideix es transformen en pronoms. Determinats pronoms accepten formes diferents segons la posició, en herència de la declinació llatina, especialment en el cas dels pronoms personals (yo iré al cine però dámelo, per mostrar un exemple de la primera persona), que a més a més es poden escriure juntament amb el verb (clítics). L'article lo i determinats pronoms (com esto) mantenen traces del gènere neutre llatí.

## Sintaxi
El castellà és una llengua que marca amb la posició de la frase i la presència de les preposicions la funció sintàctica de cada element dins l'oració. El nucli de la frase és el verb, que exigeix determinats elements per complementar el seu sentit i així construir les frases. Es permet l'addició de nous complements i verbs units per signes de puntuació o nexes, de manera que es formi una oració composta d'amplària potencialment il·limitada (només la memòria del receptor actua de filtre)

### Construcció de la frase
L'ordre bàsic de la frase és subjecte-verb-complement, per la qual cosa es diu que el castellà és una llengua SVO. Tanmateix, es pot alterar aquest ordre per donar èmfasi a un element concret o bé a moltes de les preguntes.
El verb marca la concordança bàsica, ja que el subjecte, l'atribut i el complement predicatiu del subjecte han de concordar en nombre i persona (i entre ells en gènere quan s'escaigui). Dins de cada sintagma, les paraules variables marquen la concordança i així els determinants i adjectius han d'adaptar-se al gènere i nombre dels noms que fan de nucli.